# Acer pectinatum
Acer pectinatum là một loài thực vật có hoa trong họ Bồ hòn. Loài này được Wall. ex G.Nicholson mô tả khoa học đầu tiên năm 1881.